# Gašper Markič
Gašper Markič (ur. 22 sierpnia 1986 w Bistricy) – słoweński narciarz alpejski, srebrny medalista mistrzostw świata juniorów.

## Kariera
Po raz pierwszy na arenie międzynarodowej Gašper Markič pojawił się 13 grudnia 2001 roku w Mariborze, gdzie w zawodach FIS Race zajął 28. miejsce w slalomie. W 2004 roku wystartował na mistrzostwach świata juniorów w Mariborze, gdzie jego najlepszym wynikiem było osiemnaste miejsce w zjeździe. Jeszcze dwukrotnie startował na imprezach tego cyklu, najlepsze wyniki osiągając podczas mistrzostw świata juniorów w Quebecu w 2006 roku, gdzie zdobył srebrny medal w supergigancie. W zawodach tych rozdzielił na podium Austriaka Michaela Sablatnika oraz Andrew Weibrechta z USA.
W zawodach Pucharu Świata zadebiutował 16 stycznia 2009 roku w Wengen, gdzie nie ukończył superkombinacji. Pierwsze pucharowe punkty wywalczył 4 grudnia 2009 roku w Beaver Creek, zajmując 29. miejsce w tej samej konkurencji. Najlepsze wyniki osiągał w sezonie 2011/2012, kiedy zajął 108. miejsce w klasyfikacji generalnej. W 2011 roku wystartował na mistrzostwach świata w Garmisch-Partenkirchen, zajmując 30. miejsce w zjeździe. Nie brał udziału w igrzyskach olimpijskich.

## Osiągnięcia

### Mistrzostwa świata
| Miejsce | Dzień     | Rok  | Miejscowość | Konkurencja | Czas biegu  | Strata  | Zwycięzca |
| ------- | --------- | ---- | ----------- | ----------- | ----------- | ------- | --------- |
| 30.     | 12 lutego | 2011 | Ga-Pa       | Zjazd       | 1:58,41 min | +4,58 s | Erik Guay |

### Mistrzostwa świata juniorów
| Miejsce | Dzień     | Rok  | Miejscowość  | Konkurencja | Czas biegu  | Strata  | Zwycięzca            |
| ------- | --------- | ---- | ------------ | ----------- | ----------- | ------- | -------------------- |
| 18.     | 10 lutego | 2004 | Maribor      | Zjazd       | 1:09,61 min | +1,41 s | Romed Baumann        |
| 36.     | 12 lutego | 2004 | Maribor      | Supergigant | 1:17,49 min | +2,80 s | Hans Olsson          |
| 49.     | 13 lutego | 2004 | Maribor      | Gigant      | 2:17,40 min | +6,74 s | Jeffrey Harrison     |
| DNF1    | 14 lutego | 2004 | Maribor      | Slalom      | 1:33,33 min | –       | Raphael Fässler      |
| DNF     | 23 lutego | 2005 | Bardonecchia | Zjazd       | 1:25,58 min | –       | Rok Perko            |
| DNF2    | 24 lutego | 2005 | Bardonecchia | Slalom      | 1:24,10 min | –       | Filip Trejbal        |
| 38.     | 25 lutego | 2005 | Bardonecchia | Supergigant | 1:25,20 min | +2,46 s | Michael Gmeiner      |
| 28.     | 27 lutego | 2005 | Bardonecchia | Gigant      | 2:10,28 min | +3,04 s | Michael Gmeiner      |
| 8.      | 2 marca   | 2006 | Québec       | Zjazd       | 1:27,26 min | +1,05 s | Christopher Beckmann |
| 2.      | 4 marca   | 2006 | Québec       | Supergigant | 1:11,81 min | +0,04 s | Michael Sablatnik    |
| DNF1    | 5 marca   | 2006 | Québec       | Slalom      | 1:32,98 min | –       | Mikkel Bjørge        |
| 15.     | 6 marca   | 2006 | Québec       | Gigant      | 2:20,50 min | +2,96 s | Stefan Guay          |

### Puchar Świata

#### Miejsca w klasyfikacji generalnej
- sezon 2009/2010: 152.
- sezon 2010/2011: 119.
- sezon 2011/2012: 108.

#### Miejsca na podium
Markič nie stawał na podium zawodów PŚ.